# Xã Stockton, Quận Jo Daviess, Illinois
Xã Stockton (tiếng Anh: Stockton Township) là một xã thuộc quận Jo Daviess, tiểu bang Illinois, Hoa Kỳ. Năm 2010, dân số của xã này là 2.453 người.